# Гурани
Гурани (пол. Górany) — село в Польщі, у гміні Кринки Сокульського повіту Підляського воєводства.
Населення — 67 осіб (2011).
У 1975-1998 роках село належало до Білостоцького воєводства.

## Демографія
Демографічна структура станом на 31 березня 2011 року:
|          | Загалом | Допрацездатний вік | Працездатний вік | Постпрацездатний вік |
| -------- | ------- | ------------------ | ---------------- | -------------------- |
| Чоловіки | 38      | 7                  | 20               | 11                   |
| Жінки    | 29      | 5                  | 6                | 18                   |
| Разом    | 67      | 12                 | 26               | 29                   |